# Tashkent Open 2000 - Qualificazioni doppio maschile
Le qualificazioni del doppio maschile del Tashkent Open 2000 sono state un torneo di tennis preliminare per accedere alla fase finale della manifestazione. I vincitori dell'ultimo turno sono entrati di diritto nel tabellone principale. In caso di ritiro di uno o più giocatori aventi diritto a questi sono subentrati i lucky loser, ossia i giocatori che hanno perso nell'ultimo turno ma che avevano una classifica più alta rispetto agli altri partecipanti che avevano comunque perso nel turno finale.
Le qualificazioni del doppio del torneo Tashkent Open 2000 prevedevano 4 coppie partecipanti di cui una è entrata nel tabellone principale.

## Teste di serie
1. Lorenzo Manta /  Laurence Tieleman (Qualificati)

1. Ivan Ljubičić /  Lovro Zovko (ultimo turno)

## Qualificati
1. Lorenzo Manta  /   Laurence Tieleman

## Tabellone

### Legenda
| - Q = Qualificato - WC = Wild card - LL = Lucky loser | - ALT = Alternate - SE = Special Exempt - PR = Protected Ranking | - w/o = Walkover - r = Ritirato - d = Squalificato |

|  | Primo turno | Primo turno                      | Primo turno                     | Primo turno | Primo turno |  |  | Ultimo turno | Ultimo turno                    | Ultimo turno | Ultimo turno | Ultimo turno |  |
|  |             |                                  |                                 |             |             |  |  |              |                                 |              |              |              |  |
|  | 1           | Lorenzo Manta Laurence Tieleman  | Lorenzo Manta Laurence Tieleman | 6           | 6           |  |  |              |                                 |              |              |              |  |
|  |             | Malte Commandeur Dmitri Mazur    | Malte Commandeur Dmitri Mazur   | 3           | 3           |  |  | 1            | Lorenzo Manta Laurence Tieleman | 6            | 4            | 7            |  |
|  | 2           | Ivan Ljubičić Lovro Zovko        | 6                               | 611         | 7           |  |  | 2            | Ivan Ljubičić Lovro Zovko       | 3            | 6            | 64           |  |
|  |             | Andrej Stoljarov John van Lottum | 1                               | 7           | 613         |  |  |              |                                 |              |              |              |  |